# Altınkaya-Talsperre
Die Altınkaya-Talsperre (türkisch Altınkaya Barajı) liegt am Unterlauf des Kızılırmak in der nordtürkischen Provinz Samsun.
Die Talsperre wurde in den Jahren 1980–1988/89 von der staatlichen Wasserbehörde DSİ zum Zwecke der Energieerzeugung errichtet.
Sie wird heute vom staatlichen Energiekonzern Elektrik Üretim A.Ş. (EÜAŞ) betrieben.
Das Absperrbauwerk der Talsperre ist ein Steinschüttdamm mit einem Lehmkern.
Der 118 km² große Stausee besitzt einen Speicherraum von 
5763 Mio. m³ und reicht bis in die Nachbarprovinze Sinop. Flussaufwärts liegt die Boyabat-Talsperre, während sich flussabwärts, unterhalb der Altınkaya-Talsperre, die Derbent-Talsperre befindet.
Das Wasserkraftwerk der Altınkaya-Talsperre erzeugt mit vier Francis-Turbinen zu je 175 MW (Gesamtleistung 700 MW) durchschnittlich 1632 GWh im Jahr. Es wurde 1987/1988 in Betrieb genommen. Das Wasser wird durch einen 1700 m langen Tunnel mit einem Durchmesser von 9,8 m geleitet.